# El canto de los pájaros
El canto de los pájaros, en catalán el idioma original El cant dels ocells, es una película de Albert Serra estrenada en 2008, el argumento de la cual gira alrededor de la historia de los Reyes Magos de Oriente. Es una película de la llamada Escuela de la Pompeu.

## Argumento
Los tres Reyes Magos vagaban por la carretera para llegar donde estaba el niño Jesús.
A través de montañas y desiertos, ríos y mares, discutían sobre el trayecto a seguir y duermen al raso.
Gracias a la ayuda del ángel llegan cerca de una casa derruida en la cima de un cerro. Encuentran a la Sagrada Familia y se postran en tierra a lo largo del camino para adorar el bebé.
Pero es ya hora de marchar y volver a casa. Los romanos están llegando.
También José, María y Jesús están a punto de huir a Egipto.

## Ficha técnica
- Título: El canto de los pájaros
- Título original: El cant dels ocells
- Dirección: Albert Serra
- Música: El cant dels ocells, interpretado por Pau Casals.
- Duración: 98 minutos
- Fecha de estreno: 19 de diciembre de 2008
- Año de producción: 2008
- Actores: Mark Peranson, Lluís Carbó, Montse Triola, Victoria Aragonés y Lluis Serrat Masanellas.
- Género: Drama
- País: España[2]

## Premios y nominaciones

### Premios
- 2009. Gaudí a la mejor película en lengua catalana del año 2009
- 2009. Gaudí a la mejor dirección por Albert Serra
- 2009. Gaudí a la mejor fotografía por Neus Ollé-Soronellas y Jimmy Gimferrer
- 2008. Gran Premio del Festival de Cine de Split
- 2008. Gran Premio del Festival de Belfort